# Альф Коммон
Альф Коммон (англ. Alf Common, нар. 25 травня 1880 — пом. 3 квітня 1946, Дарлінгтон) — англійський футболіст, що грав на позиції нападника.
Він прославився тим, що став першим гравцем, трансфер якого досяг рубежу в 1000 фунтів стерлінгів — перехід в «Мідлсбро» з «Сандерленда» в 1905 році.. Виступав також за національну збірну Англії.

## Клубна кар'єра
Коммон грав за «Саут Хілтон» і «Джерроу» в Північно-Східній Англії до переходу в «Сандерленд» в 1900 році. «Сандерленд» фінішував на другому місці в сезоні 1900-01, після чого Коммон перейшов в «Шеффілд Юнайтед» у жовтні 1901 року за 325 фунтів. Ні «Сандерленд», ні «Шеффілд Юнайтед» не пошкодували про операцію, в тому сенсі, що «Сандерленд» став чемпіоном Англії в сезоні 1901-02, а Коммон забив перший гол у переможному фіналі Кубку Англії 1902 року у ворота «Саутгемптона».

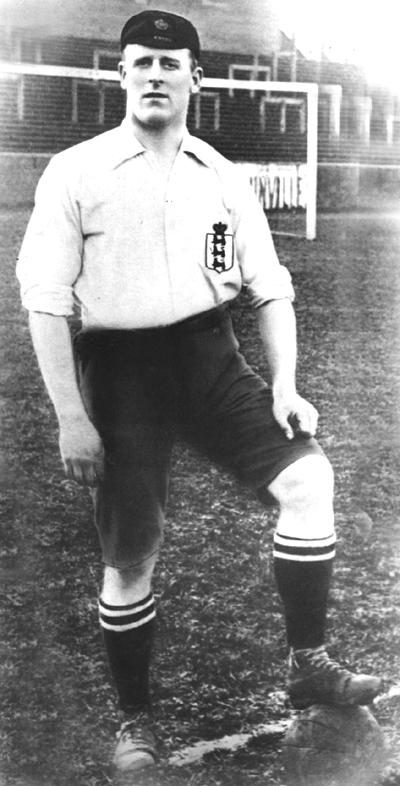
Альф Коммон у формі збірної Англії.

Коммон став основним гравцем «Шеффілд Юнайтед» і зіграв перший з трьох своїх матчів за збірну в 1904 році, а в травні того ж року він відмовився продовжувати контракт з «Шеффілд Юнайтед» тому, що хотів повернутися в «Сандерленд» з «комерційних міркувань». «Шеффілду» не вдалося переконати Коммона змінити свою думку, і влітку 1904 року він повернувся в «Сандерленд». Разом з Коммоном в «Сандерленд» перейшов резервний воротар «Шеффілда», Альберт Льюїс, в сумі вони обійшлися «Сандерленду» в 520 фунтів.
У лютому 1905 року, трохи більше, ніж через шість місяців після цього переходу, він побив трансферний рекорд, перейшовши в «Мідлсбро» за 1000 фунтів стерлінгів. «Мідлсбро» купив Коммона в надії уникнути вильоту в другий дивізіон. Його перша гра за «Мідлсбро» відбулася 25 лютого 1905 року, проти його колишнього клубу «Шеффілд Юнайтед». «Мідлсбро» виграв з мінімальним рахунком, Коммон забив з пенальті на 50-й хвилині, це була їх перша перемога в гостях за майже два роки. Таким чином, команда, яка вела боротьбу за збереження прописки у вищому дивізіоні, уникла пониження в класі. Коммон зіграв 168 матчів за «річників» і забив 58 голів.
У віці 30 років Коммон переїхав в столичний «Арсенал», дебютувавши 1 вересня 1910 року в матчі проти «Манчестер Юнайтед». В цілому він зіграв 80 матчів і забив 23 голи за «Арсенал». У новому клубі він став більше акцентуватися на атаку і у своєму другому сезоні став кращим бомбардиром клубу (з 17 голами), в сезоні 1911-12 він не брав участь тільки в двох іграх. Однак він не забив жодного гола в першій половині сезону 1912-13, за підсумками якого «Арсенал» був знижений в класі, Коммон був проданий в «Престон Норт Енд» в грудні 1912 року за 250 фунтів. Він допоміг клубу виграти другий дивізіон в тому році, хоча в еліті вони провели лише один сезон (1913-14).
Коммон пішов з футболу в 1914 році і продовжував працювати в пабі міста Дарлінгтон до 1943 року. Він помер 3 квітня 1946 року у віці 65 років.
У 1998 році Альф Коммон потрапив у список ста легенд чемпіонату Англії.

## Виступи за збірну
29 лютого 1904 року дебютував в офіційних матчах у складі національної збірної Англії в грі проти Уельсу. Протягом кар'єри у національній команді, яка тривала усього 3 роки, провів у формі головної команди країни лише 3 матчі, забивши 2 голи.

## Досягнення
«Сандерленд»
- Віце-чемпіон Англії: 1900-01

«Шеффілд Юнайтед»
- Володар Кубка Англії: 1901-02

## Статистика виступів
| Клуб                   | Сезон                  | Ліга | Ліга | Кубок Англії | Кубок Англії | Інші | Інші | Разом | Разом |
| Клуб                   | Сезон                  | Ігри | Голи | Ігри         | Голи         | Ігри | Голи | Ігри  | Голи  |
| ---------------------- | ---------------------- | ---- | ---- | ------------ | ------------ | ---- | ---- | ----- | ----- |
| «Сандерленд»           | 1900/01                | 14   | 5    | 0            | 0            | 0    | 0    | 14    | 5     |
| «Сандерленд»           | 1901/02                | 4    | 2    | 0            | 0            | 0    | 0    | 4     | 2     |
| «Сандерленд»           | Разом                  | 18   | 7    | 0            | 0            | 0    | 0    | 18    | 7     |
| «Шеффілд Юнайтед»      | 1901/02                | 20   | 6    | 9            | 3            | 0    | 0    | 29    | 9     |
| «Шеффілд Юнайтед»      | 1902/03                | 18   | 7    | 0            | 0            | 0    | 0    | 18    | 7     |
| «Шеффілд Юнайтед»      | 1903/04                | 29   | 8    | 3            | 0            | 0    | 0    | 32    | 8     |
| «Шеффілд Юнайтед»      | Разом                  | 67   | 21   | 12           | 3            | 0    | 0    | 79    | 24    |
| «Сандерленд»           | 1904/05                | 20   | 5    | 2            | 1            | 0    | 0    | 22    | 6     |
| «Сандерленд»           | Разом                  | 20   | 5    | 2            | 1            | 0    | 0    | 22    | 6     |
| Усього за «Сандерленд» | Усього за «Сандерленд» | 38   | 12   | 2            | 1            | 0    | 0    | 40    | 13    |
| «Мідлсбро»             | 1904/05                | 10   | 4    | 0            | 0            | 0    | 0    | 10    | 4     |
| «Мідлсбро»             | 1905/06                | 36   | 19   | 5            | 2            | 0    | 0    | 41    | 21    |
| «Мідлсбро»             | 1906/07                | 29   | 12   | 2            | 1            | 0    | 0    | 31    | 13    |
| «Мідлсбро»             | 1907/08                | 34   | 9    | 1            | 0            | 0    | 0    | 35    | 9     |
| «Мідлсбро»             | 1908/09                | 33   | 10   | 1            | 0            | 0    | 0    | 34    | 10    |
| «Мідлсбро»             | 1909/10                | 26   | 4    | 1            | 1            | 0    | 0    | 27    | 5     |
| «Мідлсбро»             | Разом                  | 168  | 58   | 10           | 4            | 0    | 0    | 178   | 62    |
| «Вулідж Арсенал»       | 1910/11                | 29   | 6    | 2            | 0            | 2    | 1    | 33    | 7     |
| «Вулідж Арсенал»       | 1911/12                | 36   | 17   | 1            | 0            | 2    | 2    | 39    | 19    |
| «Вулідж Арсенал»       | 1912/13                | 12   | 0    | 0            | 0            | 1    | 1    | 13    | 1     |
| «Вулідж Арсенал»       | Разом                  | 77   | 23   | 3            | 0            | 5    | 4    | 85    | 27    |
| «Престон Норт Енд»     | 1912/13                | 21   | 7    | 1            | 0            | 0    | 0    | 22    | 7     |
| «Престон Норт Енд»     | 1913/14                | 14   | 2    | 0            | 0            | 0    | 0    | 14    | 2     |
| «Престон Норт Енд»     | Разом                  | 35   | 9    | 1            | 0            | 0    | 0    | 36    | 9     |
| Всього за кар'єру      | Всього за кар'єру      | 385  | 123  | 28           | 8            | 5    | 4    | 418   | 135   |